# Ultrasonografia dopplerowska

Echokardiografia (animacja zastawki mitralnej psa)

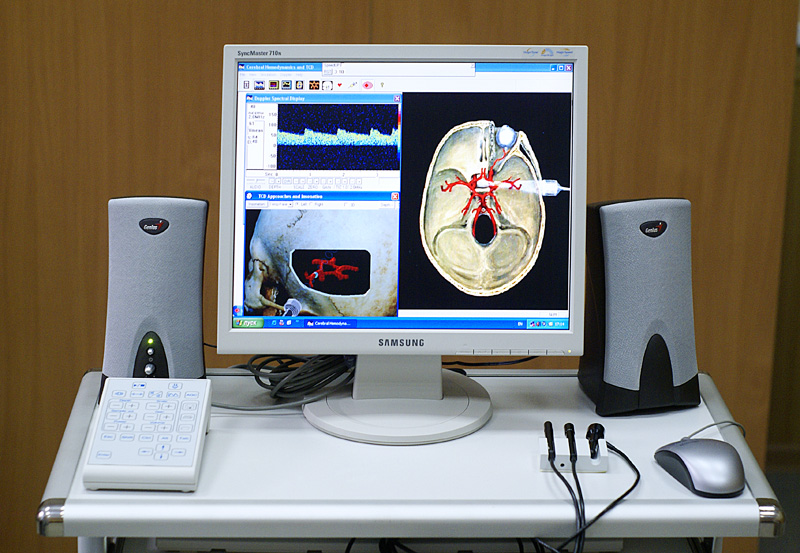
Dopplerowski analizator przepływu krwi

Ultrasonografia dopplerowska, USG dopplerowskie, badanie dopplerowskie, USG Dopplera – rodzaj badania ultrasonograficznego w diagnostyczne chorób układu krążenia. Pozwala na ocenę przepływu krwi w dużych tętnicach i żyłach, wykorzystując efekt Dopplera (zmiany częstotliwości fal ultradźwiękowych odbitych od poruszających się krwinek). Analizując odbitą od nich falę ultradźwiękową, można określić prędkość i kierunek (do/od głowicy) przepływu krwi.
Do czasu ultrasonografii dopplerowskiej jedyną metodą badania układu krążenia była inwazyjna metoda angiografii. Aktualnie możemy w sposób nieinwazyjny i bezpieczny badać krążenie w organiźmie człowieka, a także perfuzję płodu.
Pierwsze badania medyczne z wykorzystaniem efektu Dopplera podjął w latach 50. XX w. Shigeo Satomura z Instytutu Badań Naukowych i Przemysłowych Uniwersytetu w Osace w Japonii.

## Mechanizm działania aparatu dopplerowskiego
Wysyłana przez głowicę fala ultradźwiękowa odbija się od ośrodka powraca do głowicy. Fala odbita od zbliżających bądź oddalających się od głowicy elementów (płynącej krwi) ma inną częstotliwość niż fala wysyłana przez głowicę, zmianę częstotliwości określa efekt Dopplera stąd nazwa badania. Urządzenie analizuje zmiany częstotliwości fali ultradźwiękowej odbitej od płynącej krwi, przedstawiając uzyskane informacje w postaci obrazu na monitorze. Wykonujący badanie lekarz widzi, gdzie krew płynie szybciej, wolniej a nawet się cofa. Przystawka dopplerowska do aparatu ultrasonograficznego umożliwia zmierzenie przepływu krwi przez naczynia.

## Cel badania
Badanie ultrasonograficzne dopplerowskie umożliwia wykrycie nawet drobnych schorzeń tętnic i żył, mogących w konsekwencji prowadzić do udaru mózgu, zawału serca lub zatorowości płucnej. Badanie to, w zależności od tego, do jakich naczyń się je zastosuje, może mieć na celu: 
- wykrywanie zwężeń miażdżycowych w tętnicach szyjnych, które zaopatrują mózg,
- wykrywanie zwężeń i niedrożności w tętnicach kończyn dolnych,
- badanie żył kończyn dolnych pod kątem zakrzepicy lub niewydolności zastawkowej,
- diagnostykę innych naczyń obwodowych (tętnice nerkowe, trzewne).

Badanie wykorzystuje się także do oceny ukrwienia niektórych narządów oraz wykrywania guzów nowotworowych, gdyż większość z nich jest silnie ukrwiona. W położnictwie ocena przepływu krwi w tętnicy pępowinowej jest wykorzystywana w przewidywaniu niektórych powikłań zagrażających prawidłowemu rozwojowi ciąży.

## Zalety kolorowej ultrasonografii dopplerowskiej
Technika kolorowej ultrasonografii dopplerowskiej (kolorowy doppler) polega na barwnym obrazowaniu przepływu krwi w naczyniach. Umożliwia to precyzyjną lokalizację nawet małych naczyń zaopatrujących poszczególne struktury. Uwidaczniane zmiany nasycenia kolorem odpowiadają różnym szybkościom przepływu krwi, pokazując tym samym naczynia o nieprawidłowej budowie ściany. Jest to szczególnie istotne przy powikłaniach ciąży, w przypadku szybko rosnących guzów, w tym nowotworów złośliwych, oraz przy wczesnym rozpoznawaniu zmian w miąższu wątroby.

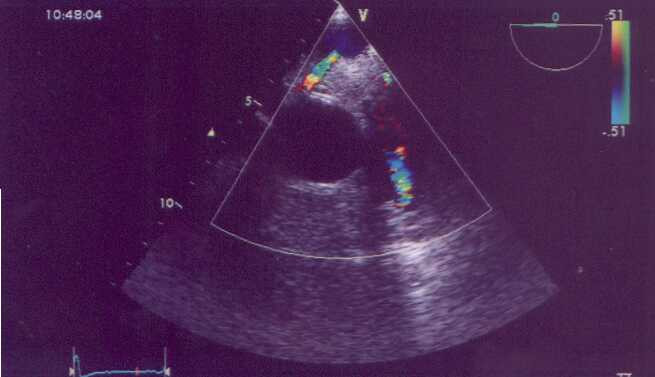
Obraz serca w kolorowej ultrasonografii dopplerowskiej

## Możliwości ultrasonografii dopplerowskiej
Badanie:
- kończyn górnych i dolnych w przypadku zakrzepicy żył głębokich, czy żylaków)[1]
- tętnic szyjnych (na przykład pozwala ustalić miejsca, w których doszło do zmian miażdżycowych)[1]
- serca – w połączeniu z echem serca ultrasonografia dopplerowska jest nieoceniona przy wykrywaniu wad zastawkowych
- narządów jamy brzusznej
  - wątroby
  - śledziony
  - trzustki
  - nerek
- narządów płciowych (na przykład ujawnia żylaki powrózka nasiennego, które mogą być powodem niepłodności)
- guzów (na przykład różnicowanie guzów wątroby pod kątem ich zezłośliwienia, wykrywanie wśród guzków tarczycy tych, które wymagają biopsji).